# Nick Brown
Nick Brown (Warrington, 3 settembre 1961) è un ex tennista britannico.

## Carriera
In carriera ha raggiunto una finale nel singolare e 3 nel doppio. Nei tornei del Grande Slam ha ottenuto il suo miglior risultato raggiungendo i quarti di finale di doppio agli Australian Open nel 1991, in coppia con l'olandese Menno Oosting.
In Coppa Davis ha disputato un totale di 5 partite, collezionando 2 vittorie e 3 sconfitte.

## Statistiche

### Singolare

#### Finali perse (1)
| Numero | Anno           | Torneo                | Superficie | Avversario in finale | Punteggio     |
| 1.     | 25 giugno 1989 | Bristol Open, Bristol | Erba       | Eric Jelen           | 4-6, 6-3, 5-7 |

### Doppio

#### Finali perse (3)
| Numero | Anno             | Torneo                      | Superficie | Compagno      | Avversari in finale              | Punteggio     |
| 1.     | 23 giugno 1990   | Manchester Open, Manchester | Erba       | Kelly Jones   | Mark Kratzmann Jason Stoltenberg | 3-6, 6-2, 4-6 |
| 2.     | 24 febbraio 1991 | Eurocard Open, Stoccarda    | Sintetico  | Jeremy Bates  | Sergio Casal Emilio Sánchez      | 3-6, 5-7      |
| 3.     | 23 giugno 1991   | Manchester Open, Manchester | Erba       | Andrew Castle | Omar Camporese Goran Ivanišević  | 4-6, 3-6      |